# Hakea erecta
Hakea erecta (лат.) — кустарник, вид рода Хакея (Hakea) семейства Протейные (Proteaceae), эндемик Западной Австралии. Растение с линейно-скрученными листьями и многочисленными розовыми или белыми душистыми цветами, появляющимися в пазухах листьев весной с сентября по октябрь.

## Ботаническое описание

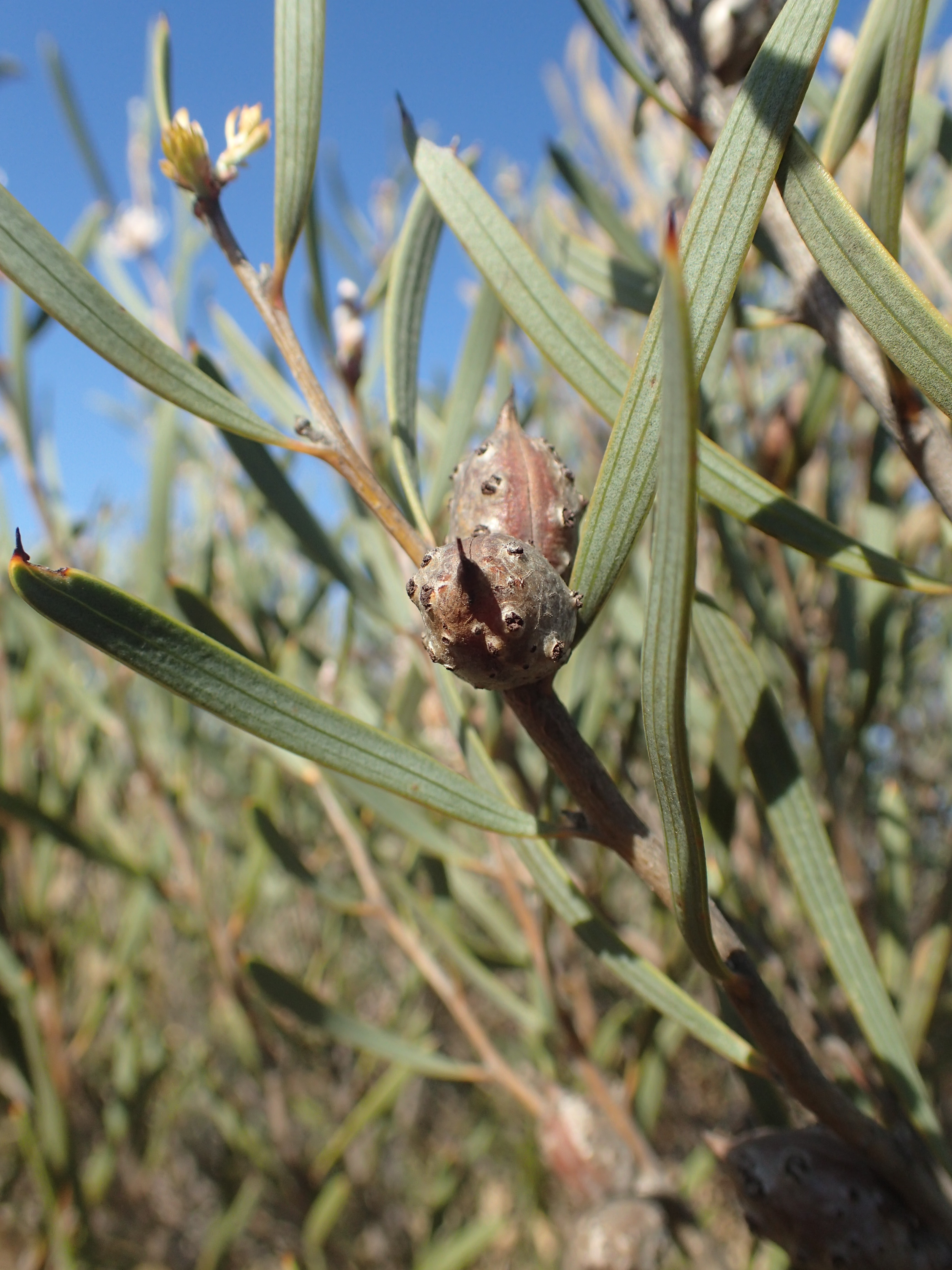
Плод H. erecta.

Hakea erecta — округлый кустарник высотой от 0,5 до 2,6 м с многочисленными раскидистыми ветвями и гладкой серой корой. Ветви шелковистые с густыми плоскими волосками при цветении. Листья могут быть гладкими или волосистыми, длиной 4—10 см и шириной 2,5—5 мм, линейными, плоскими и скрученными в основании и заканчиваться острой вершиной. Листья имеют заметную центральную жилку и 3 жилки на нижней стороне. Одиночное соцветие имеет 16—24 розово-кремовых сладких душистых цветка в кисти, которые появляются группами в пазухах листьев в основном на верхних веточках. Околоцветник розовый или белый, цветоножки розовые и гладкие. Столбик длиной 6,5—8 мм. Цветение наступает с сентября по октябрь. Плоды продолговатой или яйцевидной формы имеют гладкую поверхность, за исключением нескольких бугорков, заканчивающихся небольшим заостренным клювом.

## Таксономия и подвиды
Вид Hakea erecta был впервые официально описан австралийским ботаником Байроном Барнардом Ламонтом в 1987 году из образца, собранного около города Пингрупа. Описание было опубликовано в Botanical Journal of the Linnean Society. Видовой эпитет — от латинского слова erecta, означающего «вертикальная», относящееся к более или менее прямостоящим стеблям, листьям и плодам.

## Распространение и местообитание
Хакея H. erecta эндемична для округов Средне-Западный, Уитбелт, Большой Южный и Голдфилдс-Эсперанс в Западной Австралии, где произрастает в кустарниковых зарослях и низменных лесах на глубоких песчаных почвах, часто вокруг латерита.

## Охранный статус
Вид Hakea erecta классифицируется как «не угрожаемый» правительственным департаментом парков и дикой природы Западной Австралии.

## Культивирование
Эта хакея устойчива к морозам, представляет собой длительно цветущий куст среднего размера с привлекательными ароматными цветами. Вид — адаптируемый, образующий густые заросли, которые обеспечивают хорошую среду обитания для диких животных и помогают от ветров.